# Lavault-Sainte-Anne
Lavault-Sainte-Anne település Franciaországban, Allier megyében. Lakosainak száma 1138 fő (2022. január 1.). Lavault-Sainte-Anne Lignerolles, Montluçon, Néris-les-Bains, Prémilhat és Villebret községekkel határos.

## Népesség
A település népességének változása:
| Lakosok száma | 570  | 1111 | 1131 | 1194 | 1126 | 1154 | 1165 | 1154 | 1147 | 1138 |
|               | 1968 | 1982 | 1990 | 2006 | 2013 | 2015 | 2017 | 2019 | 2020 | 2022 |